# 亞歷杭德羅·馬約卡斯彈劾案
亚历杭德罗·马约卡斯彈劾案（英語：Impeachment of Alejandro Mayorkas）2024年1月28日众议院共和党人针对美国国土安全部长亚历杭德罗·马约卡斯提出的两项弹劾条款，指控其“故意且系统性地拒绝遵守法律”并违反公众信任。1月31日，众议院国土安全委员会共和党按照党派路线批准条款，并将其提交众议院全体会议。
2月6日，众议院全体弹劾投票以214比216的结果未能通过，四名众议院共和党议员与民主党一起投票反对弹劾决议。马约卡斯在2月13日第二次投票中被弹劾，投票结果为214票对213票，其中三名众议院共和党籍投了“反对票”。4月16日，参议院表决以两份弹劾书存在秩序问题违反美国宪法为由驳回了弹劾案。
马约卡斯是自1876年战争部长威廉·W·贝尔纳普以来第一位被提出弹劾的内阁成员。

## 背景
2020年11月23日，当选总统乔·拜登宣布提名曾在奥巴马政府担任美国公民及移民服务局局长、国土安全部副部长的亚历杭德罗·马约卡斯担任国土安全部长。马约卡斯以56比43的投票结果获得美国参议院批准。这使得马约卡斯任命成为拜登所有内阁提名人中最具争议的人选之一。
2021年8月，国会议员安迪·比格斯提出弹劾马约卡斯的决议。该案已提交给众议院司法委员会，但没有采取进一步行动。
在2022年美国众议院选举之前，美国众议院的几位共和党议员表示，如果他们的政党赢得众议院多数席位，将支持弹劾马约卡斯的想法。共和党在第118届美国国会赢得众议院的微弱控制后，提出几项弹劾决议并提交给委员会，但没有采取进一步行动，其中包括：
- 帕特·法伦于2023年1月提出弹劾决议。[11]
- 安迪·比格斯于2023年2月提出弹劾决议。[12]
- 马乔里·泰勒·格林于2023年5月提出弹劾决议。[13]
- 克莱·希金斯于2023年6月提出弹劾决议。[14]

2023年11月9日，佐治亚州聯邦众议员马乔里·泰勒·格林提出弹劾马约卡斯的动议，理由是他玩忽职守，并称他“未能维持对[南部]边境的运作控制”。弹劾动议于11月13日未能通过，众议院以209票对201票将决议推迟到众议院国土安全委员会。八名共和党籍与所有民主党籍一起反對措施。

## 弹劾书
包含弹劾马约卡斯条款的决议由国会女议员马乔里·泰勒·格林于2023年11月13日提交众议院。众议院国土安全委员会于2024年2月3日报告修订后的决议。2024年2月6日，该决议以214比216众议院全体投票结果失败。然而在2024年2月13日，该法案以214票对213票通过。

### 第一份
第一份弹劾书指控马约卡斯“故意且系统地拒绝遵守联邦移民法”。本文重点讨论1952年《移民和国籍法》。该法案要求在等待庇护决定期间拘留移民。

### 第二份
第二份弹劾书指控马约卡斯向国会撒谎并阻碍众议院共和党领导对国土安全部的调查，从而“违背了公众的信任”。

## 众议院投票

### 第一轮
2024年2月6日，众议院以216票反对、214 票赞成的结果投票决定不弹劾马约卡斯。四名共和党籍突破党派投票反对弹劾。
- 肯·巴克（科罗拉多州第四国会选区（英语：Colorado's 4th congressional district））
- 邁克·加拉格爾（威斯康辛州第八國會選區）
- 湯姆·麥克林托克（加利福尼亞州第五國會選區）
- 布莱克·摩尔（猶他州第一國會選區）
- 众议院多数党领袖史蒂夫·斯卡利斯（路易斯安那州第一國會選區）因癌症治疗而缺席投票。[23]

德克萨斯州聯邦众议员艾尔·格林是最后一位到达的议员，他在完成腹部手术后穿着医院工作服投了反对票，以215比215平局。摩尔在议长宣布投票前不久将投票改为反对，允许共和党籍在未来再次就弹劾案进行投票，作为重新考虑动议的一部分。
| 政黨   | 政黨   | 支持   | 反对  | 弃权   |
| ------ | ------ | ------ | ----- | ------ |
|        | 共和黨 | 214    | 4     | 1      |
|        | 民主党 | 不適用 | 212   | 不適用 |
| 百分比 | 百分比 | 49.8%  | 50.2% | 不適用 |
| 总票数 | 总票数 | 214    | 216   | 1      |

### 第二轮投票
第一次投票后，众议院国土安全委员会主席馬克·格林（田納西州第七國會選區）表示，共和党打算在斯卡利斯回归后第二次投票弹劾马约卡斯。2月9日，众议院共和党会议表示，将于2月13日星期二再次投票弹劾马约卡斯。2024年2月13日，众议院以214票对213票投票弹劾马约卡斯。肯·巴克、邁克·加拉格爾和湯姆·麥克林托克再次投反對票。四名聯邦眾議員缺席投票。民主党籍赵美心因感染COVID-19而错过投票，另外三人是航班延误的佛罗里达州聯邦众议员：共和党籍布萊恩·馬斯特和玛丽亚·埃尔维拉·萨拉查，以及民主党籍路易斯·弗兰克尔。
| 政黨   | 政黨   | 支持   | 反对  | 弃权   |
| ------ | ------ | ------ | ----- | ------ |
|        | 共和黨 | 214    | 3     | 2      |
|        | 民主黨 | 不適用 | 210   | 2      |
| 百分比 | 百分比 | 50.1%  | 49.9% | 不適用 |
| 总票数 | 总票数 | 214    | 213   | 4      |

## 参议院投票

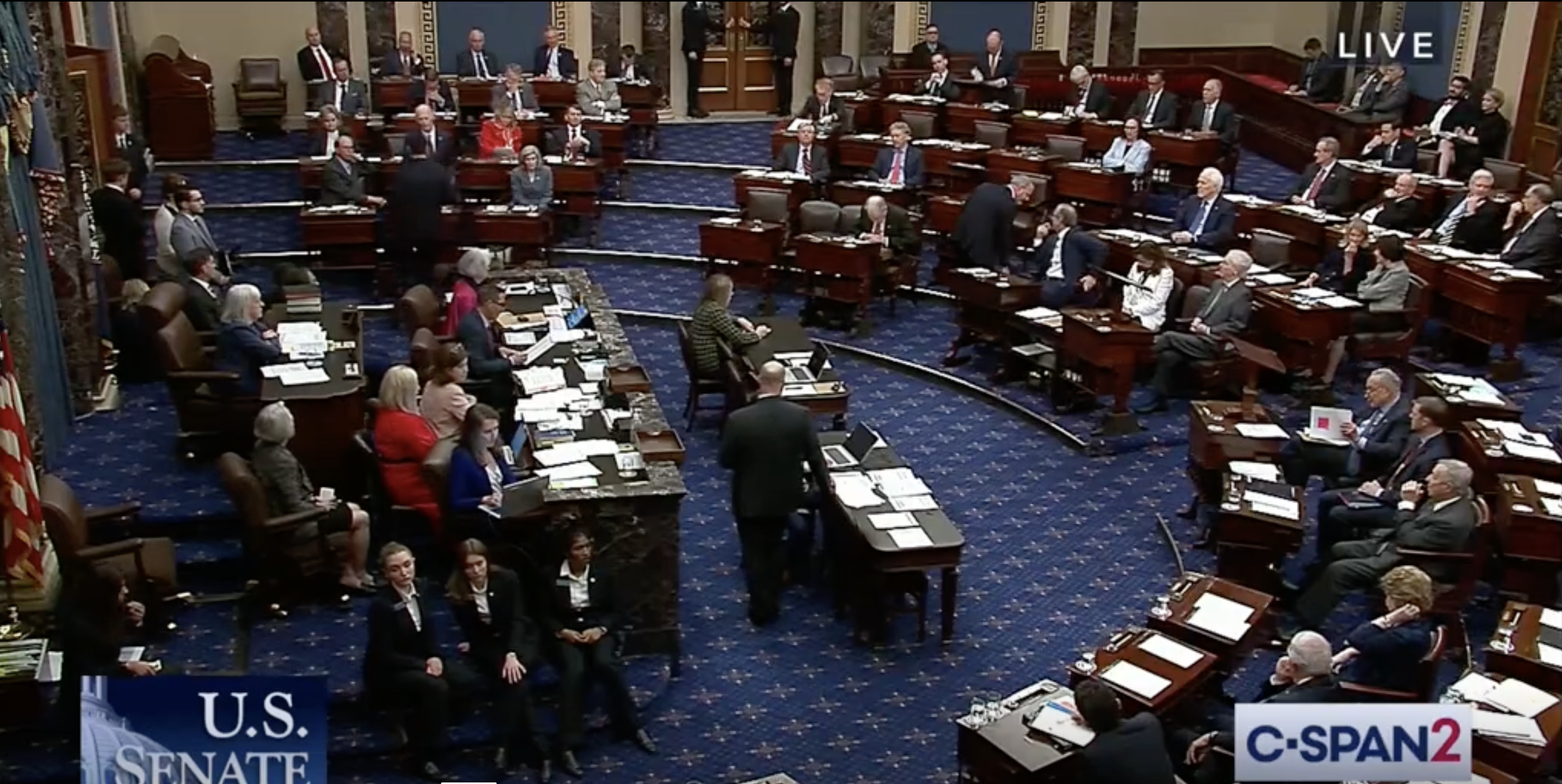
2024年4月17日弹劾投票当天的参议院

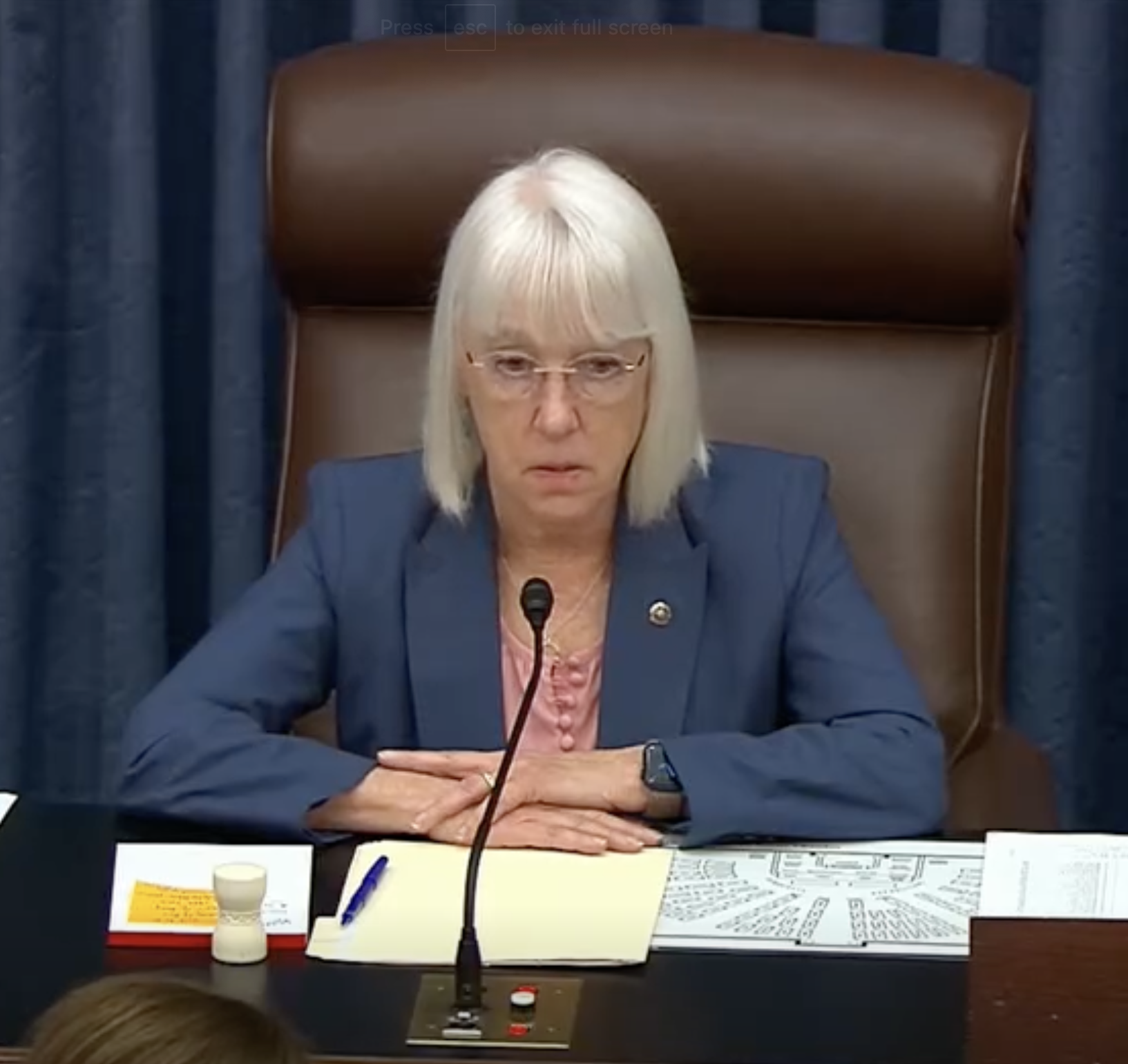
参议院临时院长派蒂·莫瑞监督投票过程

参议院的弹劾程序于2024年4月16日，弹劾管理者有馬克·E·格林、麥克·麥克考、安迪·比格斯、本·克萊恩、安德魯·加巴里諾、麥可·蓋斯特、哈丽雅特·哈格曼、克莱·希金斯、劳雷尔·李、奧古斯塔·普盧格和玛乔丽·泰勒·格林。根据参议院规定，弹劾审判必须在一个立法日内开始。
4月17日，弹劾审判正式举行，美國參議院臨時議長派蒂·莫瑞主持。审判过程中，多数党领袖查克·舒默提出一项有关时间的协议，要求限制辩论轮数，同时就完整进行审判流程进行投票，结果被参议院共和党人驳回。舒默又提出秩序問題，认为弹劾条文没有依照宪法的弹劾条文提及“达到重罪或轻罪程度的行为”，故审判流程可疑不依照秩序问题规则来进行。对此，共和党人在闭门会议中向弹劾书引入一项辩论动议，将审判押后至4月30日举行，同时将舒默提出的搁置动议列入第一份弹劾书。上述三个由共和党人提出的动议都没能遵照党派路线投票获得通过，三位无党籍参议员都投票支持民主党。

### 就秩序问题的投票
针对把舒默提到的秩序问题引入第一份弹劾书的议题，参议院进行了投票，投票结果为51票支持、48票反对、1票弃权，支持者包括民主党人及无党籍人士，共和党方面除麗莎·穆爾科斯基投弃权票以外，全部反对。
| 党派   | 党派   | 支持   | 反对   | 弃权   |
| ------ | ------ | ------ | ------ | ------ |
|        | 民主党 | 48     | 不適用 | 不適用 |
|        | 共和黨 | 不適用 | 48     | 1      |
|        | 無黨籍 | 3      | 不適用 | 不適用 |
| 百分比 | 百分比 | 51.5%  | 48.5%  | 不適用 |
| 总票数 | 总票数 | 51     | 48     | 1      |

针对把舒默提到的秩序问题引入第二份弹劾书的议题，参议院又进行了一次投票，结果为51票支持、49票反对，全体民主党及无党籍参议员投下支持票，共和党籍参议员投反对票。
| 党派   | 党派   | 支持   | 反对   | 弃权   |
| ------ | ------ | ------ | ------ | ------ |
|        | 民主党 | 48     | 不適用 | 不適用 |
|        | 共和黨 | 不適用 | 49     | 不適用 |
|        | 無黨籍 | 3      | 不適用 | 不適用 |
| 百分比 | 百分比 | 51%    | 49%    | 不適用 |
| 总票数 | 总票数 | 51     | 49     | 不適用 |